# San Isidro Pascual Orozco
Heroico Pueblo de Pascual Orozco es una localidad del estado mexicano de Chihuahua, forma parte del municipio de Guerrero y en él nació el revolucionario Pascual Orozco.

## Historia
La fundación de San Isidro data del siglo XVII, cuando misioneros jesuitas establecieron en los márgenes del rio Basuchil un molino de trigo a donde llevaban el agua por canoas, nombre que subsistió en uno de los arroyos más conocidos del pueblo. Desde estas tierras, entre las primeras que se abrieron al cultivo en la cuenca del río Papigochi, se llevaban numerosas cargas de trigo a la alhóndiga de Chihuahua, lo que era signo de modernidad y progreso para la época.
Cuando fueron expulsados los jesuitas de todos los dominios españoles, el molino de trigo y sus tierras pasaron a poder de la corona española. Durante la época, muchos pueblos del hoy estado de Chihuahua quedaron abandonados o devastados por los ataques de los apaches. Los pobladores de San Isidro resistieron esta y otras calamidades. Desde 1744 sus tierras habían sido deslindadas y establecido el ejido del pueblo, para uso común de todos sus vecinos. Desde entonces se registran los apellidos de las familias que fueron después muy conocidos en la región: Almuina, Avitia, Caraveo, Domínguez, Frías, Hermosillo, Márquez, Orozco, Rivas, Solís, entre otros. Un decreto del 24 de noviembre de 1934 le modificó el nombre de San Isidro a Orozco en honor del caudillo revolucionario Pascual Orozco, nativo del pueblo, y de acuerdo a la política de modificar las topónimos de origen religioso de la geografía chihuahuense, sin embargo la población siguió recibiendo de forma informal su antiguo nombre, hasta quedar mayoritariamente como San Isidro Pascual Orozco; un nuevo decreto del Congreso de Chihuahua con fecha del 16 de agosto de 2013 le dio el título de Pueblo Heroico, pasando a ser su denominación oficial Heroico Pueblo de Pascual Orozco.

## Localización y demografía
Actualmente, San Isidro Pascual Orozco es una pequeña comunidad ganadera y agrícola asentada a poca distancia de la cabecera municipal, Guerrero, separándola una distancia aproximada de cinco kilómetros hacia el noreste y en la rivera de un arroyo tributario del río Papigochi, sus coordenadas geográficas son 28°34′36″N 107°26′37″O / 28.57667, -107.44361 y tiene una altitud de 2,109 metros sobre el nivel del mar, se encuentra en el amplio valle del río Papigochi que es cruzado por pequeñas elevaciones y cuyo clima estepario frío permite un importante cultivo de árboles frutales entre las que destacan las manzanas, siendo famosa la región por dicha producción.
Sus vías de comunicación son ramales de carreteras que la comunica con la Carretera estatal 16 de Chihuahua tanto en dirección de La Junta como con la ciudad de Guerrero, es además una estación de la línea de ferrocarril de La Junta a Ciudad Juárez. De acuerdo a los resultados del Conteo de Población y Vivienda de 2005 realizado por el Instituto Nacional de Estadística y Geografía la población de San Isidro Pascual Orozco es de 1,134 habitantes de los cuales 585 son hombres y 549 son mujeres; y tiene en carácter de sección municipal de Guerrero.
San Isidro Pascual Orozco recibe su nombre por ser el pueblo natal del revolucionario Pascual Orozco, siendo también nativa de ella la científica Esther Orozco.